# Slatina-Timiș, Caraș-Severin
Slatina-Timiș este satul de reședință al comunei cu același nume din județul Caraș-Severin, Banat, România.